# بانکسیا رودخانه‌ای
بانکسیای رودخانه‌ای(نام علمی: Banksia seminuda) نام یک گونه از سرده بانکسیا است.